# Millennium of Love
Millennium of Love är en låt framförd av den irländska sångaren Eamonn Toal. Låten var Irlands bidrag i Eurovision Song Contest 2000 i Stockholm i Sverige. Låten är skriven av Gerry Simpson och Raymond J. Smyth.
Bidraget framfördes i finalen den 13 maj med startnummer 23, efter Turkiet och före Österrike, och slutade där på sjätte plats med 92 poäng. 
Sjätte platsen var Irlands bästa resultat sedan man kom tvåa i tävlingen år 1997.